# USS LST-490
O USS LST-490 foi um navio de guerra norte-americano da classe LST que operou durante a Segunda Guerra Mundial.